# سالمور
سالمور (به ایتالیایی: Salmour) یک کومونه در ایتالیا است که در استان کونیو واقع شده‌است.

## خصوصیات
سالمور ۱۲٫۵ کیلومترمربع مساحت و ۷۲۵ نفر جمعیت دارد.